# Hannes Alfvén
Hannes Alfvén   (Norrköping, 30 de maig de 1908 - Danderyd, 2 d'abril de 1995) fou un astrònom i físic suec guardonat amb el Premi Nobel de Física l'any 1970 pels seus treballs sobre el plasma.

## Biografia
Va néixer el 30 de maig de 1908 a la ciutat sueca de Norrköping. Després de llicenciar-se l'any 1926 en física a la Universitat d'Uppsala es doctorà el 1935 a la mateixa universitat. Va iniciar el seu treball com a investigador a la Universitat d'Uppsala, passant el 1937 a l'Institut Nobel de Física situat a Estocolm, i entre 1940 i el 1967 va ser professor del Kungliga Tekniska högskolan (Institut Real de Tecnologia) de la mateixa ciutat.
Posteriorment va esdevenir catedràtic d'electrònica i plasma físic a la Universitat d'Estocolm, a més de membre de l'Acadèmia de Ciències i del Consell Científic de Suècia. Per desavinences amb el seu govern es va desplaçar l'any 1969 als Estats Units esdevenint professor visitant en diverses universitats.
Va morir el 2 d'abril de 1995 a la seva residència de Djursholm.

## Recerca científica
Interessat en l'estat de la matèria, els seus estudis sobre el desplaçament de les partícules elèctriques i les propagacions de les ones li permeteren formular la teoria de les ones d'Alfvén, les oscil·lacions transversals produïdes pel plasma situat en un camp magnètic. Alvén fou el primer utilitzar el terme magnetohidrodinàmica l'any 1942.
L'any 1970 fou guardonat amb el Premi Nobel de Física pels seus treballs relacionats amb el Plasma. Compartí el premi amb el físic francès Louis Eugène Félix Néel tot i que aquest per treballs referents al ferromagnetisme.

## Reconeixements
En honor seu s'anomenà l'asteroide (1778) Alfvén descobert el 26 de setembre de 1960 per Cornelis Johannes van Houten, Ingrid van Houten-Groeneveld i Tom Gehrels.